# Leonardo Boldrini
Leonardo Boldrini (Murano, ... – 1497 / 1498) è stato un pittore italiano attivo a Venezia dal 1452 al 1493.

## Biografia
La sua attività è documentata fino al 1493, mentre la data della morte  viene fissata tra il marzo 1497 e il marzo 1498 
Fu presumibilmente un seguace di Bartolomeo Vivarini, per quanto sia stato attento anche esempi giovanili di Lazzaro Bastiani.

### Opere
- San Sebastiano, Firenze, collezione privata, opera firmata
- Polittico con Annunciazione, i Santi Pietro e Sebastiano, Incoronazione di Maria e i Santi Gallo e Giovanni Evangelista, chiesa parrocchiale di Santa Maria Assunta a Sangallo, frazione di San Giovanni Bianco (BG)
- San Ludovico di Tolosa, Berlino, Collezione privata
- San Nicola di Bari, Berlino, Collezione privata
- San Giovanni Battista, scomparto di polittico, Stoccolma, Collezione E. Christenson
- Presentazione di Gesù al Tempio, Venezia, Museo Correr
- Natività di Gesù, Venezia, Museo Correr
- San Liberale, Digione, Musée des Beaux-Arts
- Madonna con Bambino in trono tra san Girolamo e sant'Agostino, Venezia, Museo Correr

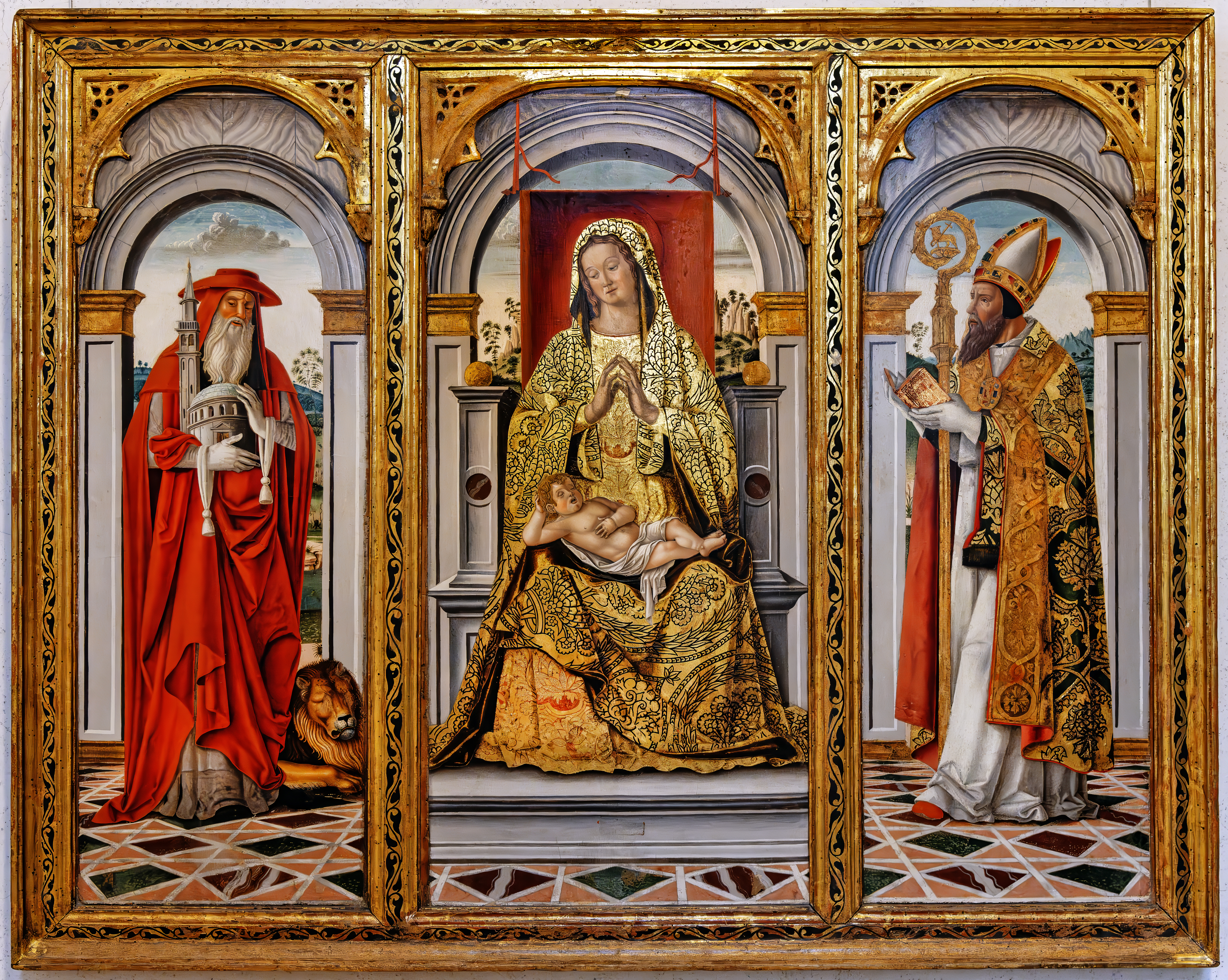
Vergine in trono con Agostino e san Gerolamo, ca 1490, Venezia, Museo Correr
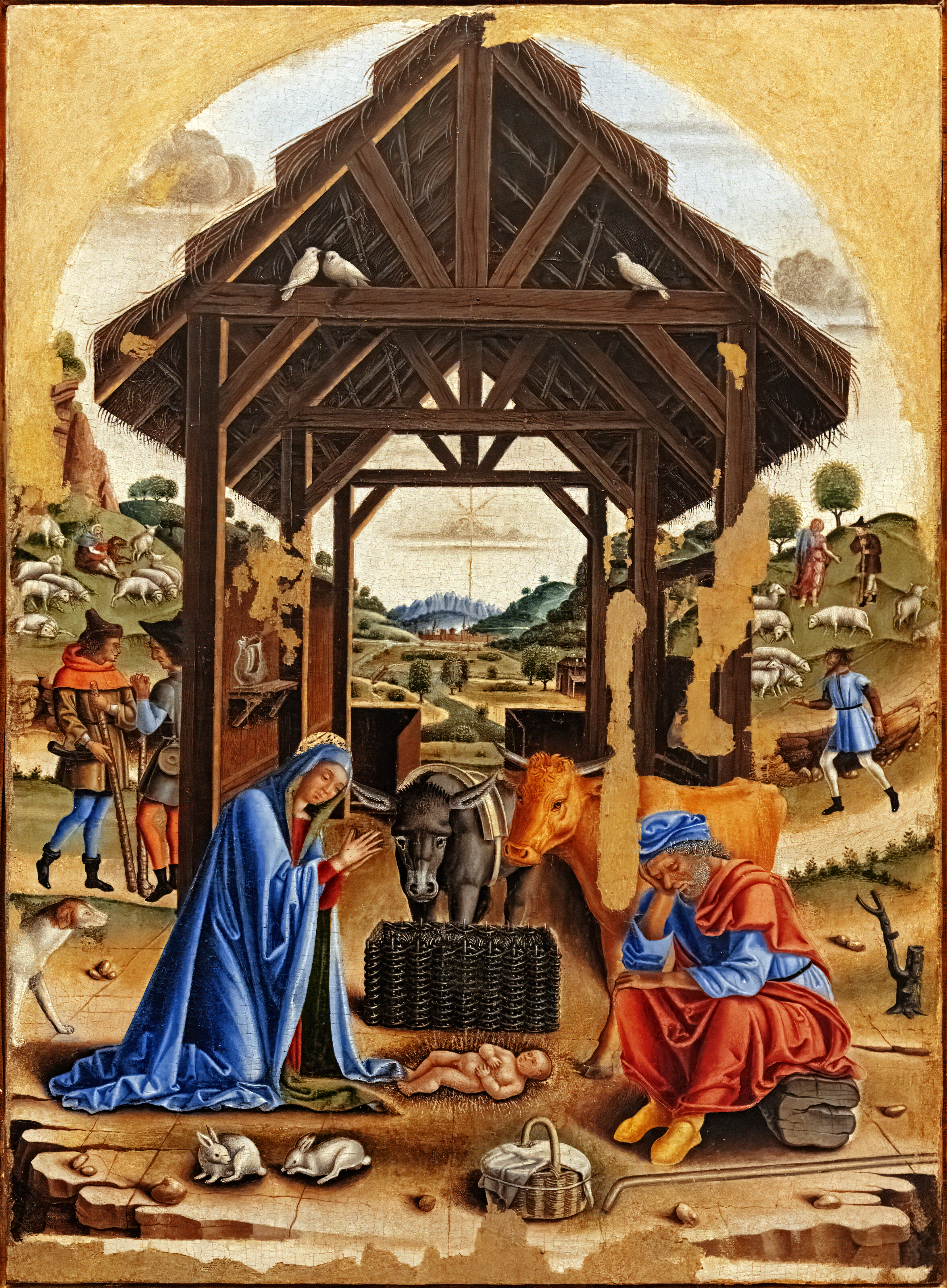
Natività di Gesù,  ca 1490,  Venezia, Museo Correr
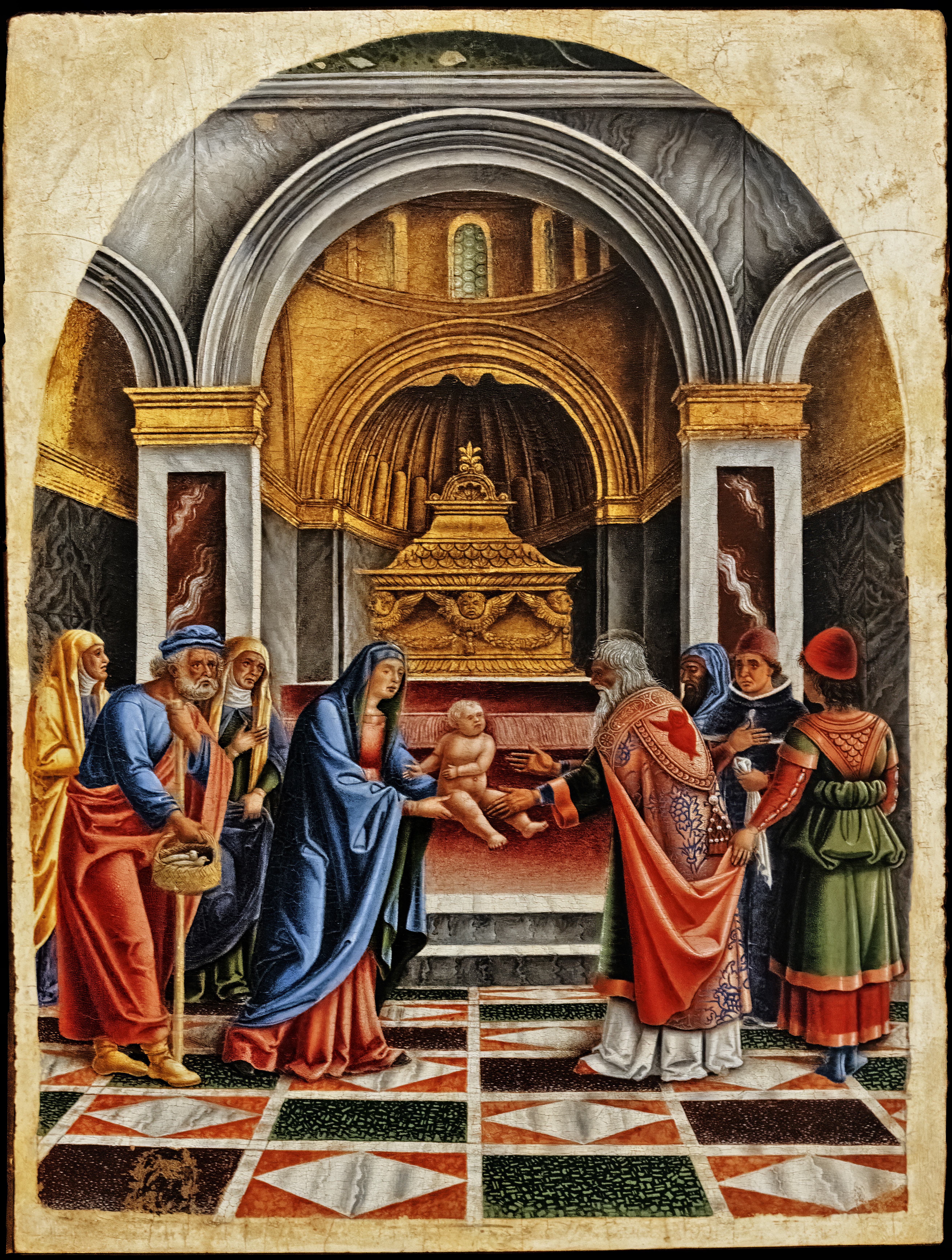
Presentazione di Gesù al Tempio, ca 1490, Venezia, Museo Correr